# Joan Teodor de Baviera
Joan Teodor de Baviera (3 de setembre de 1703 a Múnic – 27 de gener de 1763 a Lieja) era príncep-bisbe de Ratisbona, de Freising, i del principat de Lieja.
Joan Teodor era el fill de Maximilià II Manuel de Baviera i de la seva segona esposa Teresa Cunegonda de Polònia.
Des de 1746 va ser nominat cardenal, tot i continuar encapçalar una cort dedicada als plaers de la vida: música, caça, amistançades…
A la guerra de successió austríaca (1740-1748), el casal de Wittelsbach van conduir una guerra econòmica contra Àustria i els Habsburg durant la qual Lieja va tenir un paper important en bescanviar les monedes austríaques d'argent per monedes de coure de valor menor. L'11 d'octubre de 1746, la batalla de Rocourt va tenir lloc a aquest petit poble al camp de Lieja. L'exèrcit francès va vèncer les forces aliades austríaques, anglesos, neerlandesos i de Hannover. Això va significar la fi del control austríac dels Països Baixos austríacs. Lieja va quedar independent.
El 1756 després d'un plet al tribunal imperial, els prínceps-bisbes de Lieja va perdre el dret d'encunyar monedes.
Durant el seu regne a Lieja, les idees de la Il·lustració van propagar-se a la revista Journal encyclopédique d'en Pierre Rousseau que va ser prohibit el 1759 després d'una intervenció de la Universitat de Lovaina. Un any més tard va prohibir les reunions dels francmaçons.
Amb ell, la dinastia dels prínceps-bisbes de Wittelsbach va extingir-se com que no hi havia prou descendents a la generació següent.